# Фелисити Монтагју
Фелисити Џејн Монтагју (енгл. Felicity Jane Montagu; 12. септембар 1960) је британска телевизијска и филмска глумица.
Монтагјуова је најпознатија по улози Марго Мартинс у серији Више од раја.